# Xã Greeley, Quận Shelby, Iowa
Xã Greeley (tiếng Anh: Greeley Township) là một xã thuộc quận Shelby, tiểu bang Iowa, Hoa Kỳ. Năm 2010, dân số của xã này là 205 người.